# 三美神 (ルーベンス、プラド美術館)

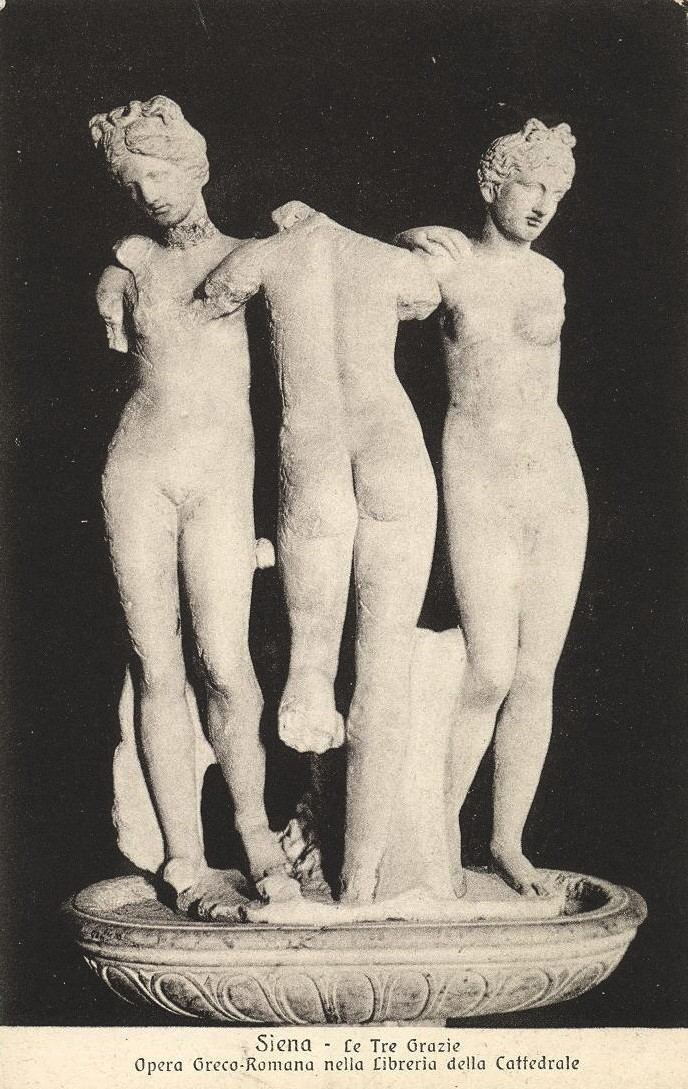
15世紀に発見された三美神の古代彫刻。シエナ大聖堂のピッコローミニ図書館に所蔵されている。

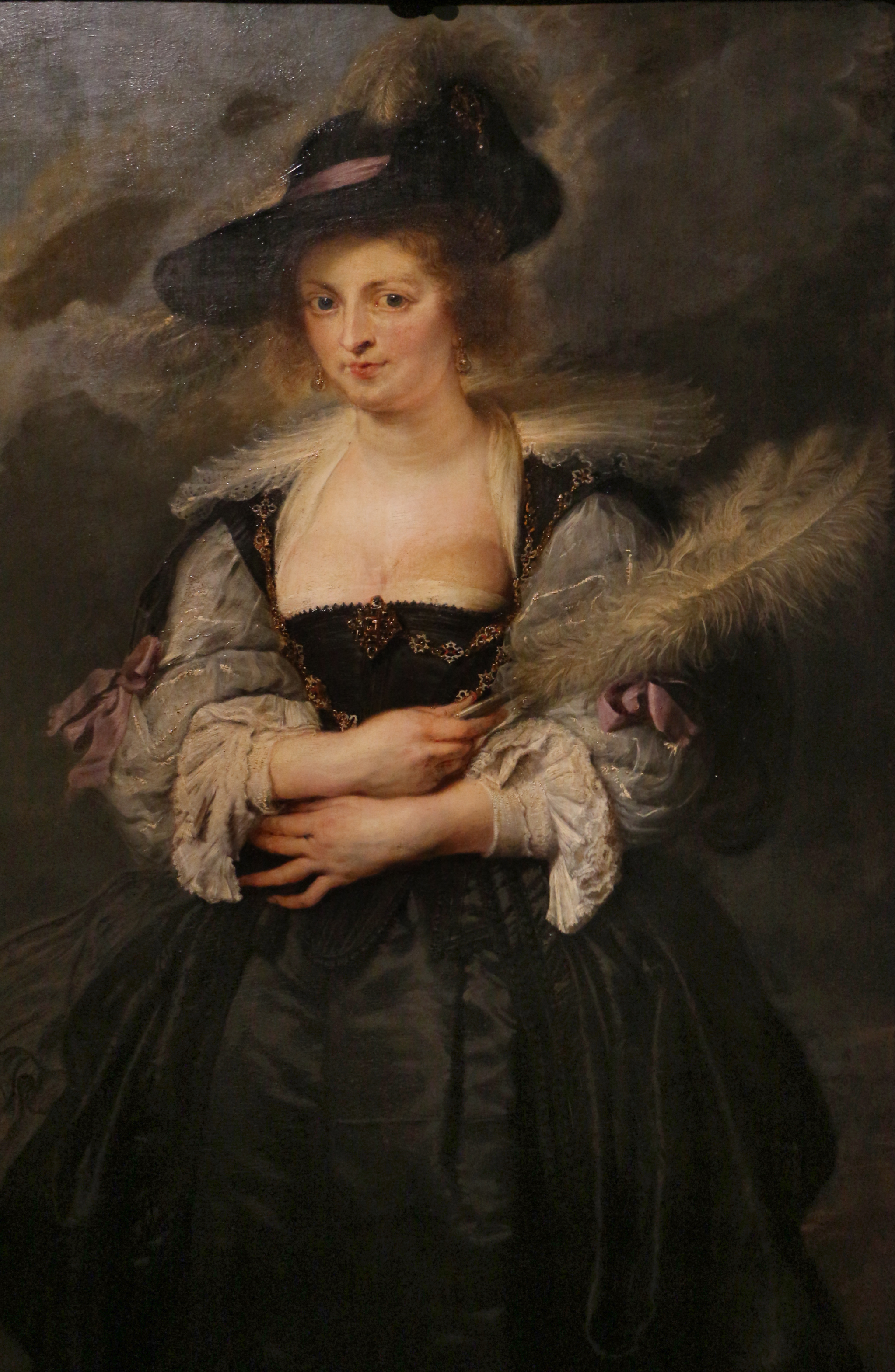
ルーベンスによる『エレーヌ・フールマンの肖像』。カルースト・グルベンキアン美術館所蔵。

『三美神』（西: Las tres Gracias, 英: The Three Graces）は、バロック期のフランドルの巨匠ピーテル・パウル・ルーベンスが1630年から1635年に制作した絵画である。油彩。主題は三美神とも呼ばれるギリシア神話の3人の女神カリス（ゼウスとエウリュノメの間に生まれた娘アグライア、エウプロシュネ、タレイア）である。顧客の注文ではなく画家の個人的な創作意欲によって制作された作品で、『ニンフとサテュロス』同様に晩年の官能性と活力に満ちた作風を代表する作品の1つである。現在はマドリードのプラド美術館に所蔵されている。

## 作品
ルーベンスは青空と陽光に照らされた風景の中で輪になった3人の女神を描いている。女神たちの裸体はいずれも柔らかく肉感的で、相手の腕を取り、肩に手を置いて、たがいを見つめ合っている。その眼差しや微笑み、触れ合う様子に彼女たちの愛情が現れている。画面の左端と右端には木と噴水が立ち、その間に花輪が掛けられて、女神たちの頭上を飾っている。噴水にはコルヌコピア（豊穣の角）に抱きついたキューピッドの像があり、下を向いた角の口から流れ落ちた水が後景を流れている。背景には北方の田園風景が広がり、シカの群れが描かれている。
女性像は古典的な三美神の彫刻に基づいている。15世紀にローマでヘレニズム時代の三美神の古代彫刻が発見され、古典芸術の手本として広く知られるようになると、多くの芸術家たちが三美神を主題として作品を制作した。ルーベンスも少なくとも12回にわたって、油彩、素描、あるいはより大きな作品の一部として三美神を繰り返し描いている。この彫刻は3人のうち中央の1人が後ろを向いて立っているので、輪になっているように見える。ルーベンスは1620年から1624年頃に古代彫刻の構図を用いずに、3人の女神を横一列に並べ、カリアティードの形で描いたが（ウィーン美術アカデミー所蔵の『三美神』）、本作品では古代彫刻と同様に画面中央の女神が背中を向け、それに対して輪の形になるように他の2人の向きを変えている。
神話の三美神はそれぞれ輝き（アグライア）、喜び（エウプロシュネ）、花（タレイア）を表しているが、本作品の三美神は神話とは異なる意味をまとっており、1630年に若いエレーヌ・フールマンと再婚したルーベンスの晩年の作品に浸透している、官能性、活力、喜びが三美神の形で具現化されている。『三美神』は絵画におけるルーベンスの最終的な技術を示しており、筆運びは自由で、暖かい色彩を通した肉づきの表現は熟達し、光を落すことで彼女たちの肉体を強調している。風景やシカの描写が大まかであるのに比べて、彼女たちが身につけた宝石は細部まで丁寧に描いている。
画面左側の金髪の女神のモデルが理想化されたエレーヌ・フールマンであることは、作品と画家との結びつきを強いものとしている。

## 来歴
本作品は1640年にルーベンスが死去するまで画家が所有していた絵画の1つである。ルーベンスの死後の1645年、絵画は遺産の一部としてスペイン領ネーデルラント総督フェルナンド・デ・アウストリアを介してフェリペ4世に売却された。ただし本作品はスペイン王室に売却された25点の絵画のリストに含まれていない。そのためオークションで取得されたと考えられている。1645年のリストに含まれなかった本作品は早くも1666年に、マドリードのアルカサスの「ティツィアーノのヴォールト」と呼ばれる王の夏の避暑のための部屋で記録されている。再建された新王宮には1747年に収められ、約半世紀のあいだ留まったのち、1796年に王立サン・フェルナンド美術アカデミーに移され、フェルナンド7世死後の1834年にプラド美術館の前身である王立美術館（Real Museo de Pinturas）に収蔵された。

## ギャラリー

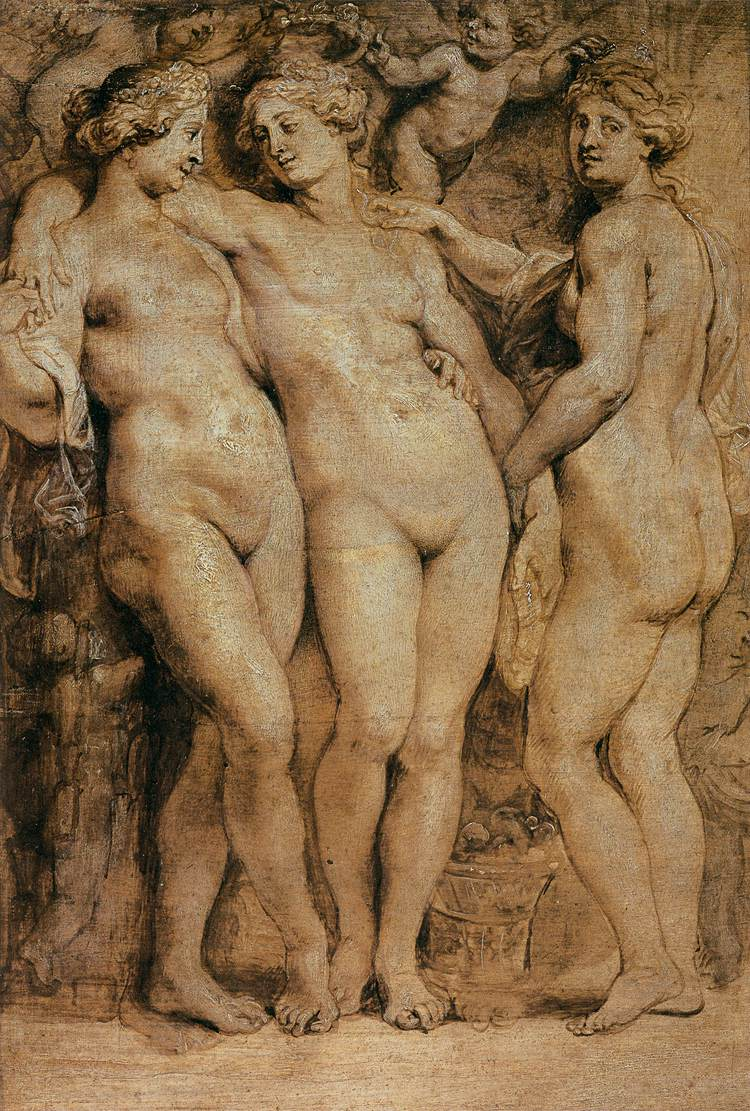
1620年-1623年の間 パラティーナ美術館所蔵
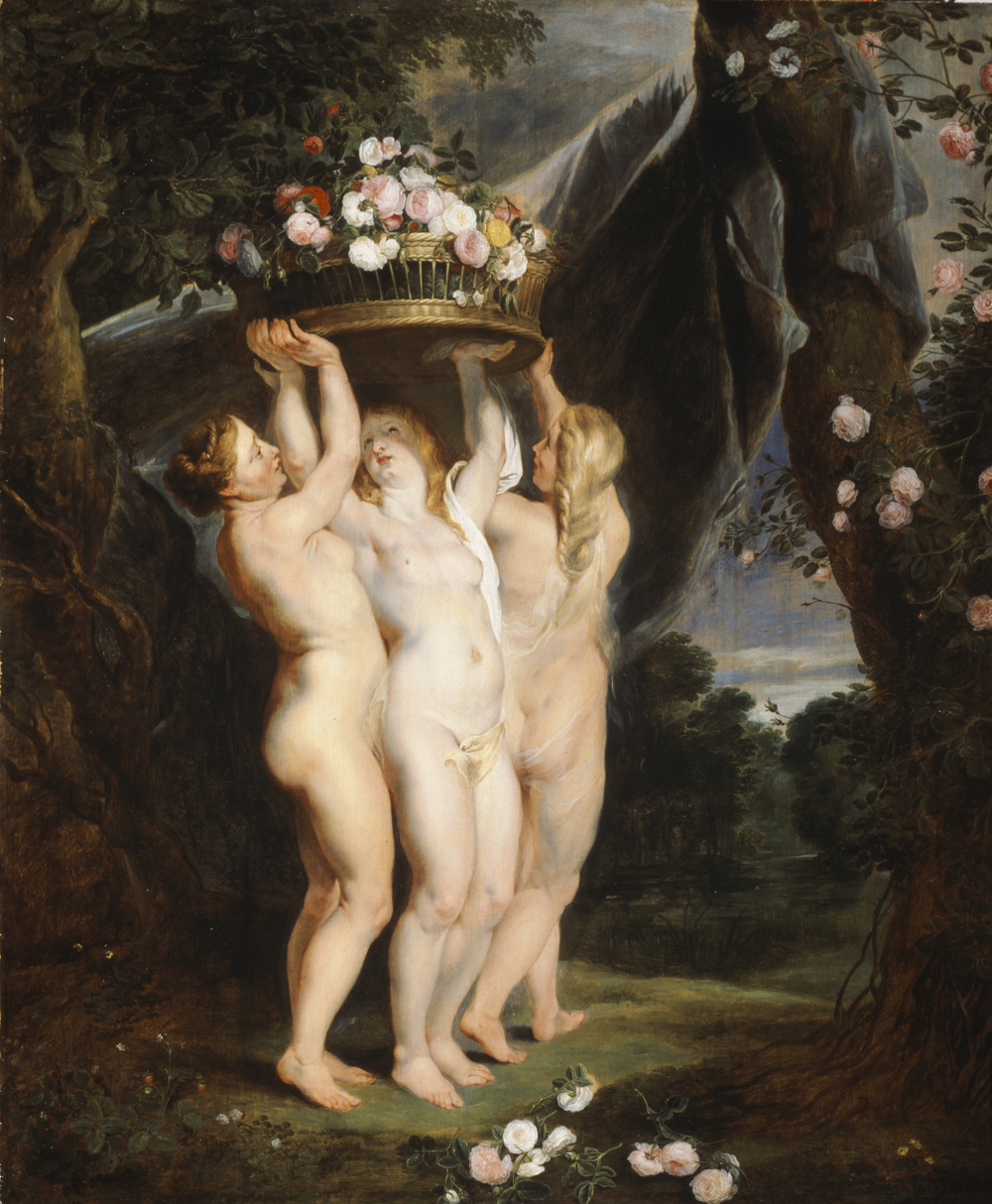
1620年-1624年の間 ウィーン美術アカデミー所蔵
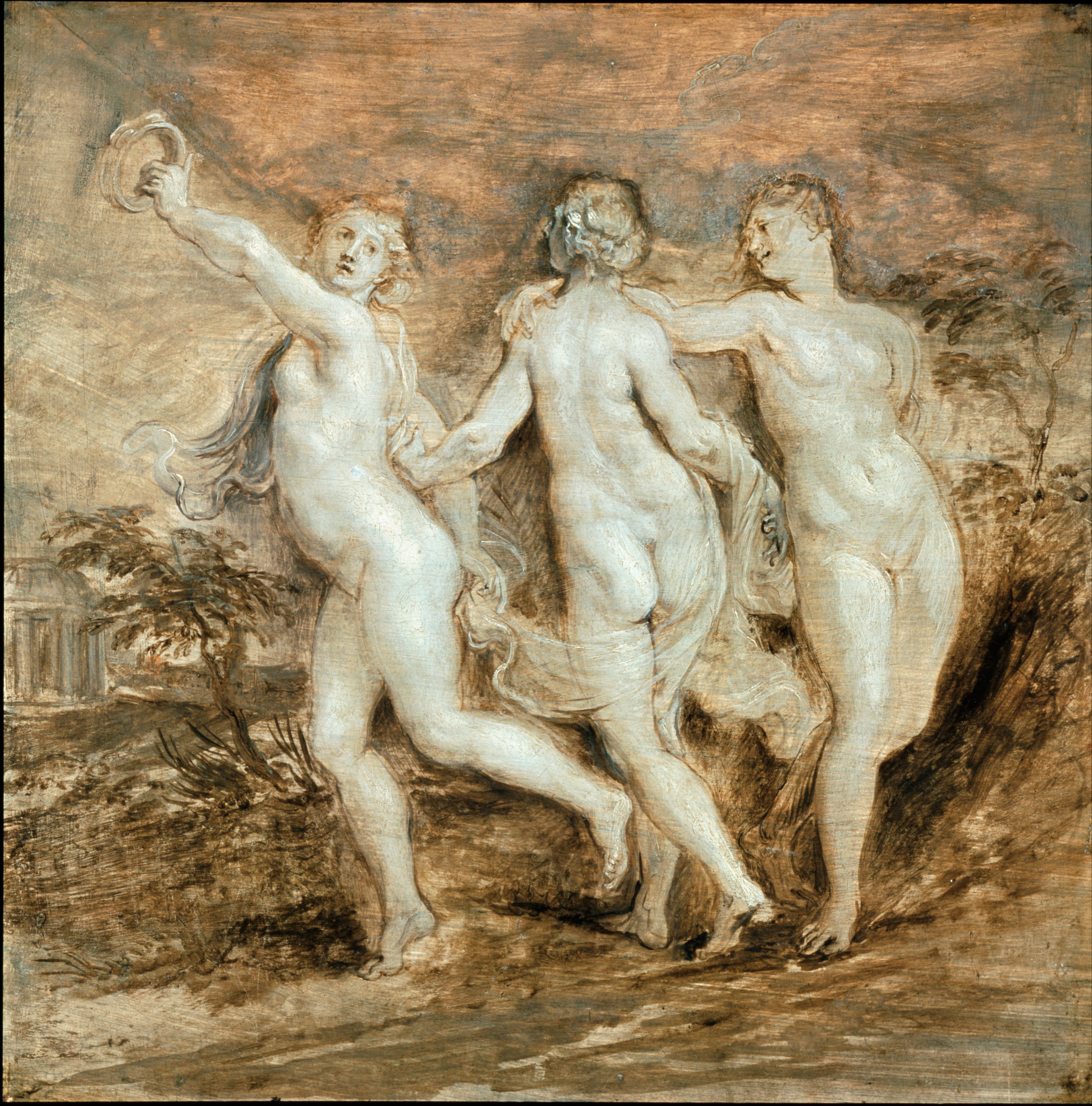
1636年 ダリッジ・ピクチャー・ギャラリー所蔵